# Лев Нуссимбаум
Лев Нуссимбаум, також відомий як Ессад Бей (народився 1905 року у Києві, помер 1942 року у Позітано) — письменник, журналіст і сходознавець єврейського походження.

## Життєпис
За його власним зізнанням, він народився в поїзді, що прямував через Кавказ; однак більш імовірно, що він народився у Баку. Його батьки розбагатіли на нафтовій промисловості. Вони емігрували до Німеччини, де Нуссимбаум почав вивчати турецьку та арабську мови в Університеті Фрідріха Вільгельма (тепер Університет Гумбольдтів) у Берліні. Був пов'язаний з антибільшовицьким рухом, а також фашистськими партіями.
У 1922 році він офіційно прийняв іслам. Біля 1926 року почав співпрацювати з журналом Die Literarische Welt. У 1930-х роках, після приходу Гітлера до влади, Нуссимбаум ненадовго переїхав до Сполучених Штатів, потім до Італії, де й помер від хвороби Рейно.
Автор роману «Алі і Ніно» (1937), виданого у Відні під псевдонімом Курбан Саїд, який став німецьким бестселером і класикою азербайджанської літератури.

## Суперечки
Біографія Льва Нуссимбаума суперечлива. Він кілька разів змінював ім'я, часто поширював про себе неоднозначну або неправдиву інформацію. У своїй заяві на навчання в Берліні він підписався як Ессад Бей Нуссимбаум з Грузії. У деяких колах він представляв себе мусульманським князем. У літературному світі Берліна він стверджував, що є сином турецько-перського аристократа та росіянки.